# Новый Путь (Чечерский район)
Новый Путь (бел. Новы Шлях) — упразднённый посёлок в Ровковичском сельсовете Чечерском районе Гомельской области Белоруссии.
В результате катастрофы на Чернобыльской АЭС и радиационного загрязнения жители (10 семей) в 1992 году переселены в чистые места.

## География

### Расположение
В 18 км на юго-запад от Чечерска, 26 км от железнодорожной станции Буда-Кошелёвская (на линии Гомель — Жлобин), 54 км от Гомеля.

### Гидрография
На севере мелиоративный канал, соединённый с рекой Прудовка (приток реки Липа).

## Транспортная сеть
Транспортные связи по просёлочной дороге и шоссе Довск — Гомель. Деревянные усадьбы стоящие вдоль деревенской дороги, с почти широтной ориентацией.

## История
Основан в начале 1920-х годов на бывших помещичьих землях переселенцами из соседних деревень. В 1926 году работало почтовое отделение, в Дудичском сельсовете Чечерского района Гомельского округа. В 1931 году организован колхоз. 4 жителя погибли на фронтах Великой Отечественной войны. Согласно переписи 1959 года входил в состав колхоза имени А. А. Жданова (центр — деревня Холочье).

## Население
- 1926 год — 10 дворов, 56 жителей.
- 1959 год — 74 жителя (согласно переписи).
- 1992 год — жители (10 семей) переселены.